# Kravell
- Övre vänster: Kravellbyggt skrov under renovering.
- Övre höger: K-märkta (2021) kravellbyggda mälarslupen Lången.

Kravell är en teknik för båtbyggande, där bordläggningsplankorna anbringas mot varandra kant i kant, fästa mot spanten. De ligger alltså inte omlott som vid klinkbyggning. Med kravellbygda skrov får man en slät in- och utsida. På fartyg monteras borden med ett kilformat nåt som är avsett för att tätas med drev. På lustjakter hyvlas eller fräses borden till ett absolut tätt nåt, som kan limmas i modernt båtbyggeri.
De kravellbyggda skeppstyperna karack och karavell användes i Medelhavet från 1300-talet och i Norden från 1400-talet, genom påverkan från sydligare länders sjöfart. Kravellbåtar kunde byggas större och därmed ta mer last än klinkbyggda båtar.
Kravellen som fartygstyp infördes till Sverige i början av 1500-talet. Undersökningar av marinarkeologer från museet Vrak på vraket kallat Vrak 5 i Landfjärden utanför Häringe slott söder om Stockholm antyder dock att fartygstypen och byggtekniken kan ha införts redan under 1400-talet i Sverige.
Kravell kommer från holländska karveel, troligen härstammande från Columbus’ caravela. Av denna typ byggdes 1532 Stora kravellen, vilken användes som amiralsfartyg under Gustaf Vasas krig. Den hade en längd av 58 meter samt lär ha haft ombord "1 000 soldater utom 300 båtsmän" och var bestyckad med "murbräckor och annat groft skytt". Tacklingen bestod av tre master, de båda förliga med rår och stora märsar.